# FMK-2 Mod. 0
FMK-2 Mod. 0 — аргентинская ручная граната, предназначена для поражения противника в наступательном бою. Состоит на вооружении ВС Аргентины. Встречающийся в некоторых источниках префикс GME является не частью названия, а краткой характеристикой, образованный от исп. Granada de Mano Explosiva. В российской литературе употребляется название MOD 0.

## История

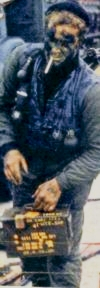
Аргентинский солдат с гранатами во время Фолклендской войны

Недостатки FM-1 вызвали разработку гранаты FMK-1. Однако и её тактико-технические характеристики не удовлетворяли потребности аргентинской армии, что вызвало появление новой гранаты — FMK-2 Mod. 0. Производство было налажено государственной оборонной компанией DGFM на заводе «Фрай Луис Бельтран» в Росарио.
На базе FMK-2 Mod. 0 выпускается учебная граната FMK-8.

## Описание и использование
FMK-2 Mod. 0 состоит из корпуса, центральной трубки, заряда взрывчатого вещества, запала, накольного и предохранительного механизмов.
В верхней части шаровидного корпуса, выполненного из стали, имеется резьбовое отверстие, через которое происходит снаряжение корпуса гранаты зарядом ВВ. Центральная трубка корпуса, в нижней части которого закреплён стальной накольник, ввинчивается в это же отверстие.
Накольный механизм состоит из предохранительного механизма, боевой пружины, колпачка, направляющей трубки и корпуса. Детали накольного механизма выполнены из алюминия.
Граната может использоваться в качестве винтовочной с FN FAL. Для этого на накольный механизм гранаты надевается надульная трубка со стабилизатором. Перед выстрелом необходимо выдернуть транспортный предохранитель и чеку, после чего граната запускается выстрелом холостого патрона. О возможности запуска FMK-2 Mod. 0 с аргентинской автоматической винтовки FARA 83 в источниках не упоминается.

## Применение в военных конфликтах
Использовалась на Фолклендских островах во время англо-аргентинской войны 1982 года.